# 约翰·威廉·诺曼·曼德
约翰·威廉·诺曼·曼德（Johan Wilhelm Normann Munthe  1864年7月27日—1935年5月13日）挪威军官、艺术品收藏家。

## 生平
生于卑尔根，在特隆赫姆接受军事教育，1886年前往中国在中国海关总税务司工作，甲午战争时加入清军。曼德熟练掌握中文，在袁世凯小站练兵期间在袁手下担任骑兵教官，官至中将及使馆区驻军指挥官，后任陆军部唯一一位外籍顾问。义和团之乱期间，曼德加入俄军部队，担任情报官，自天津登陆后参与解围使馆区的作战，是最先攻入北京城的两名外国人之一。
1915年12月，袁世凱筹备称帝，有报载谓曼德上表称外臣，且全录奏摺原文。
曼德热爱收集中国艺术品，其中包括陶瓷、绘画、服饰及青铜及大理石雕塑，现收藏于西挪威装饰艺术博物馆内，曾向袁世凯引荐荷兰画家胡博·华士，使之为当时中国众多权贵作肖像画。其妻子与前夫之子为香港总督葛量洪。1935年死于北京，埋葬于天津英国租界公墓。